# Matsumura Sōkon

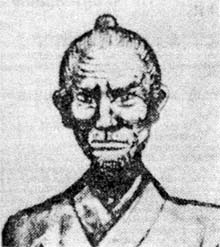

Matsumura Sōkon (jap. 松村 宗棍) war einer der ursprünglichen Karatemeister von Okinawa. Sein genaues Geburts- und Sterbejahr ist unklar, hierzu gibt es unterschiedliche Quellen: ca. 1809–1901, 1798–1890, 1809–1896 und 1800–1892.

## Biografie
Matsumura Sōkon wurde in Yamagawa, Shuri im Königreich Ryūkyū (heute: Yamagawa, Shuri, Naha, Präfektur Okinawa) geboren. Sein erster Karatelehrer war Sakukawa Kanga, der ihn fünf Jahre lang – bis zu seinem Tod – unterrichtete. Bevor Matsumura selbst in Shuri starb, unterrichtete er Karateka, wie z. B. Ankō Asato, Ankō Itosu, Motobu Chōyū, Motobu Chōki, Kentsu Yabu, Nabe Matsumura, Chōtoku Kyan, Kiyuna Pechin, Ryosei Kuwae und Sakihara Pechin, die es später zu Bekanntheit gebracht haben.
Matsumura Sōkon galt als der prominenteste Kampfkunstexperte seiner Zeit auf Okinawa, dem großartige körperliche Fähigkeiten nachgesagt werden. Er soll die Kata Bassai Dai entwickelt haben.